# Ораторио ди Сант'Ана (Модена)
Ораторио ди Сант'Ана је насеље у Италији у округу Модена, региону Емилија-Ромања.
Према процени из 2011. у насељу је живело 41 становника. Насеље се налази на надморској висини од 54 м.